# Boy Blue
«Boy Blue» es una canción escrita, interpretada y coproducida por la cantante estadounidense Cyndi Lauper,incluida en su segundo álbum de estudio True Colors (1986). Fue publicado como el cuarto sencillo del disco el 1 de junio de 1987. La letra habla acerca de un íntimo amigo de Lauper que había fallecido de sida años atrás. Logró alcanzar la posición número #71 en la lista del Billboard Hot 100.  Las ganancias obtenidas de la venta del sencillo fueron donados a organizaciones sobre el sida.

## Información de la canción
Temáticamente como "True Colors" en el álbum, Lauper escribió esta canción para un amigo que murió de SIDA, y el título proviene de un poema de Eugene Field llamado "Little Boy Blue". Este poema está basado en la historia de un niño:
"Boy Blue"
         El pequeño perro de juguete está cubierto de polvo,

         Pero se mantiene firme y robusto;

         Y el pequeño soldado de juguete está rojo de herrumbre,

         Y su mosquete se desmorona en sus manos;

         Hubo un tiempo en que el pequeño perro de juguete estaba nuevo,

         Y el soldado pasaba bien;

         Y ese fue el momento en el que nuestro Pequeño Niño Azul

         Los besó y los puso allí.
Esto es lo que dice Cyndi sobre esta canción:
Intenté escribir sobre mi amigo. Sabía que realmente le encantaba "That's What Friends Are For". Sé que tal vez le habría gustado que yo hiciera una canción así. En cambio, escribí sobre él personalmente. No sé si mis letras fueron lo suficientemente buenas, no sé si algo fue lo suficientemente bueno. Tal vez fue demasiado personal. No lo sé. Pero lo escribí por él. Fue por él que sigo intentando hacer cosas. Y otros amigos. Tanta gente talentosa, tantos de nuestros amigos y tantas personas dotadas han fallecido. O luchan todos los días. Solo para vivir. Y fue por mis amigos y por otros que hago esto. Tal vez esa canción no fue lo suficientemente buena, no lo sé.
Cuando se le preguntó a Lauper sobre su intensa actuación en vivo que fue lanzada como el video de la canción, ella respondió:
Solía llorar todas las noches cuando cantaba esa canción. Estaba tan enfadada. Ya sabes, pasas por tantas cosas y yo estaba tan enfadada. Estaba enfadada porque mi amigo se había ido, estaba enfadada por la forma en que la gente me trataba... No sabíamos qué diablos era. No sabíamos nada. Y de repente estaba a la vista de todos y todo el mundo hablaba de ello, pero cuando él me lo contó por primera vez no entendí. No sabía. Y de repente mi amigo estaba enfermo, y enfermo, y enfermo y entonces... Fue tan duro. Estaba tan enojada y todas las noches cantaba con toda mi alma, pero abrías los ojos después y era lo mismo. Pero a veces, en muchos sentidos, era sanador.

## Video Musical
El vídeo oficial fue un clip en vivo de la canción en París, Francia, extraído del concierto en video "Cyndi Lauper en París.".                                                                                                      El vídeo recibió una gran difusión en  MTV, cuando el sencillo fue lanzado (durante junio y julio de 1987)                                                                                                                                        Una versión en vivo de "Boy Blue" fue lanzada más tarde como la cara B, llamado Hole in My Heart (All the Way to China)
| Chart (1987)             | Peak Posición |
| ------------------------ | ------------- |
| U.S. Billboard Hot 100   | 71            |
| Cash Box Top 100 Singles | 84            |
| Italian Singles Chart    | 49            |
| Belgian Singles Chart    | 29            |

## Lista de pistas
7 "
1. "Boy Blue" (Remix) - 3:58
2. "Los cercanos lejanos" - 2:57

12 "
1. "Boy Blue" (versión LP)
2. "Una y otra vez"
3. "El cercano lejano"